# Jodis orientalis
Jodis orientalis är en fjärilsart som beskrevs av Eugen Wehrli 1923. Jodis orientalis ingår i släktet Jodis och familjen mätare. Inga underarter finns listade i Catalogue of Life.